# 八魁二
鯨魚座2，又名BD-18 6417，HD 225132、SAO 147059、HR 9098，是鯨魚座的一颗恒星，视星等为4.55，位于銀經72.1，銀緯-75.26，其B1900.0坐标为赤經23h 58m 37s，赤緯-17° -75.26′ 33″。